# Уявне життя ангелів
«Уявне життя ангелів» (фр. La Vie rêvée des anges) — драма 1998 року режисера Еріка Зонка з молодими французькими акторками Елоді Буше і Наташею Реньє в головних ролях. Прем'єра у світі — 30 серпня 1998 року.

## Сюжет
В Ліллі живуть дві дівчини, Іса і Марі. Іса — бродяга. Вона заробляє на життя продажем саморобних листівок. Так вона зустрічає одного дрібного швацького фабриканта, який влаштовує її на роботу. Там вона знайомиться з тихонею Марі і незабаром дівчата починають дружити. Обох звільняють з роботи, оскільки Іса і Марі практично не уміють шити. У Марі є дах над головою, вона доглядає за квартирою жінки та її доньки Сандрін, яка лежить у лікарні в комі після аварії. Іса перебирається до неї.
Перебираючи папери в ящиках столу, Іса знаходить щоденник Сандрін, де записані усі її найпотаємніші думки і бажання. Тим часом Мари знайомиться з багатим плейбоєм Крісом, який всіляко маніпулює нею. Це віддаляє дівчат одну від одної. Іса щодня проводить в палаті у Сандрін і розповідає їй про своє життя.
Марі не розуміє поведінки Іси, що зав'язала дивну «дружбу» з коматозником. Іса у свою чергу намагається умовити подругу розлучитися з Крісом. Сам юнак підло поступає з Марі, брутально оголосивши їй про розірвання їх стосунків. Поки Іса спить, Марі викидається з вікна.
Сандрін виходить з коми. Але Іса, що відвідувала її весь цей час, вирішує не зустрічатися з дівчиною тепер, коли та прийшла до свідомісті. Фінальні кадри фільму демонструють Ісу, що знайшла роботу на новій фабриці.

## В ролях
| Актор(ка)         |   | Роль                |
| ----------------- | - | ------------------- |
| Елоді Буше        | • | Ізабель «Іса» Тості |
| Наташа Реньє      | • | Марі Тома           |
| Грегуар Колен     | • | Кріс                |
| Патрік Меркадо    | • | Чарлі               |
| Джо Престіа       | • | Фредо               |
| Франсін Массавай  | • | опікун              |
| Живко Ніклевські  | • | бос                 |
| Луїза Мотт        | • | Сандрін Валь        |
| Роза Марія        | • | старша медсестра    |
| Коріна Масьєро    | • | жінка з Голливуду   |
| Стефані Делерю    | • | Ліа                 |
| Крістіан Кайллере | • | месьє Валь          |

## Нагороди та номінації
| Нагороди та номінації фільм «Уявне життя ангелів» | Нагороди та номінації фільм «Уявне життя ангелів» | Нагороди та номінації фільм «Уявне життя ангелів» | Нагороди та номінації фільм «Уявне життя ангелів» | Нагороди та номінації фільм «Уявне життя ангелів» | Нагороди та номінації фільм «Уявне життя ангелів» |
| Рік                                               | Нагорода                                          | Категорія                                         | Номінант                                          | Результат                                         |                                                   |
| ------------------------------------------------- | ------------------------------------------------- | ------------------------------------------------- | ------------------------------------------------- | ------------------------------------------------- | ------------------------------------------------- |
| 1998                                              | Каннський кінофестиваль                           | Золота пальмова гілка                             | Найкращий фільм                                   | Номінація                                         |                                                   |
| 1998                                              | Каннський кінофестиваль                           | Срібна премія за найкращу жіночу роль             | Елоді Буше, Наташа Реньє                          | Перемога                                          |                                                   |
| 1998                                              | Кінофестиваль «Молодість» (Київ)                  | Найкращий повнометражний фільм                    | фільм                                             | Перемога                                          |                                                   |
| 1998                                              | Європейський кіноприз                             | Найкращий фільм                                   | фільм                                             | Номінація                                         |                                                   |
| 1998                                              | Європейський кіноприз                             | Найкраща жіноча роль                              | Елоді Буше                                        | Перемога                                          |                                                   |
| 1998                                              | Європейський кіноприз                             | Найкраща жіноча роль                              | Наташа Реньє                                      | Перемога                                          |                                                   |
| 1998                                              | Європейський кіноприз                             | Європейське відкриття року                        | Ерік Зонка                                        | Перемога                                          |                                                   |
| 1999                                              | Французький синдикат кінокритиків                 | Найкращий французький фільм                       | фільм                                             | Перемога                                          |                                                   |
| 1999                                              | Премія «Сезар»                                    | Найкращий фільм                                   | фільм                                             | Перемога                                          |                                                   |
| 1999                                              | Премія «Сезар»                                    | Найкраща акторка                                  | Елоді Буше                                        | Перемога                                          |                                                   |
| 1999                                              | Премія «Сезар»                                    | Найкращий режисер                                 | Ерік Зонка                                        | Номінація                                         |                                                   |
| 1999                                              | Премія «Сезар»                                    | Найперспективніша акторка                         | Наташа Реньє                                      | Перемога                                          |                                                   |
| 1999                                              | Премія «Сезар»                                    | Найкращий оригінальний або адаптований сценарій   | Ерік Зонка, Роже Бобо                             | Номінація                                         |                                                   |
| 1999                                              | Премія «Сезар»                                    | Найкраща операторська робота                      | Аньєс Годар                                       | Номінація                                         |                                                   |
| 1999                                              | Премія «Сезар»                                    | Найкращий дебют                                   | Ерік Зонка                                        | Номінація                                         |                                                   |
| 1999                                              | Премія «Люм'єр»                                   | Найкращий фільм                                   | фільм                                             | Перемога                                          |                                                   |
| 1999                                              | Премія «Люм'єр»                                   | Найкращий режисер                                 | Ерік Зонка                                        | Перемога                                          |                                                   |
| 1999                                              | Премія «Люм'єр»                                   | Найкраща акторка                                  | Елоді Буше                                        | Перемога                                          |                                                   |